# Sonpur (ciutat)
Sonpur és una ciutat i municipi d'Orissa, capital del districte de Sonepur o Sonpur. Està situada a 
20° 50′ N, 83° 55′ E / 20.83°N,83.92°E. Consta al cens del 2001 amb una població de 17.535 habitants. El 1901 tenia 8.887 habitants. Fou capital del principat de Sonpur o Sonapur. A la ciutat hi ha dos tancs d'aigua i un temple de Mahadeo on s'han trobat unes tauletes de coure amb la llista dels reis de la zona al segle x.